# نوک‌خاری قهوه‌ای
نوک‌خاری قهوه‌ای (نام علمی: Acanthiza pusilla) نام یک گونه از سرده نوک‌خاری است.